# Аркадий и Борис Стругацки
Аркадий и Борис Стругацки са братя руски писатели фантасти. Тази статия засяга съвместната им работа. За самите тях и самостоятелното им творчество вижте Аркадий Стругацки и Борис Стругацки.

## Съвместни произведения

### Цикъл „Камерер“
за Максим Каммерер и прогресорите
- Обитаемый остров (Обитаемият остров) 1971 (Екранизация през 2008 г., реж. Фьодор Бондарчук)
- Жук в муравейнике (Бръмбар в мравуняка) 1979
- Волны гасят ветер (Вълните усмиряват вятъра) 1984, публ. 1985

### Цикъл „НИИЧАВО“
за НИИЧАВО – Научно-исследовательский Институт Чародейства и Волшебства (Научноизследователски институт по магии и вълшебства)
- Понедельник начинается в субботу (Понеделник започва в събота) 1964, публ. 1965
- Сказка о Тройке (Приказка за тройката) 1967, публ. 1989

### Цикъл „XXI век“
- Страна Багровых Туч (Страната на пурпурните облаци) 1957, публ. 1959
- Путь на Амальтею (Пътят до Амалтея) 1959, публ. 1960
- Стажеры (Стажанти) 1960, публ. 1962
- Хищные вещи века (Хищните вещи на века) 1964, публ. 1965

### Цикъл „XXII век“
- Возвращение (Завръщане) 1960, публ. 1962
- Попытка к бегству (Опит за бягство) 1962
- Далекая Радуга (Далечната планета) 1962, публ. 1963
- Трудно быть богом (Трудно е да бъдеш бог) 1963, публ. 1964 екранизиран от Петер Флейшман през 1989 и Алексей Герман през 2013
- Беспокойство (Улитка на склоне – 1) Първи вариант на „Охлюв на склона“ от 1964 – 66 година, публикуван в Събраните съчинения
- Малыш (Малчугана) 1970, публ. 1971
- Парень из преисподней (Момъкът от преизподнята) 1974

### Романи и повести
- Извне 1958, публ. 1960
- Второе нашествие марсиан: Записки здравомыслящего (Второто нашествие на марсианците) 1966, публ. 1968
- Гадкие лебеди (Времето на дъжда) 1967 (Екранизация през 2006 г., реж. Константин Лопушанский)
- Улитка на склоне (Охлюв на склона) 1966, публ. частично 1966, пълната версия 1988
- Отель „У Погибшего Альпиниста“ (Хотел „Загиналият Алпинист“) 1969, публ. 1970
- За миллиард лет до конца света (Милиард години до свършека на света) 1974, публ. 1976 екранизация като Дни Затмения през 1988
- Пикник на обочине (Пикник край пътя) 1971, публ. 1972
- Град обреченный (Обреченият град) 1975, публ. 1989
- Повесть о дружбе и недружбе (Повестта за приятелство и неприятелство) 1978, публ. 1980
- Хромая судьба (Куца съдба) 1982, публ. 1986
- Отягощенные Злом, или Сорок лет спустя (Натоварени със зло) 1988

### Разкази
- Песчаная горячка (Пясъчна треска)- Първият им съвместен разказ. Публкуван е в събраните им съчинения
- Забытый эксперимент (Забравеният експеримент) 1955 – 59
- Испытание „СКИБР“ 1955 – 59
- Спонтанный рефлекс (Спонтанен рефлекс) 1958
- Частные предположения 1959
- Шесть спичек (Шест кибритени клечки) 1960
- Чрезвычайное происшествие (Извънредно произшествие) 1960
- Глубокий поиск (Издирване в дълбочина) 1960
- Ночь на Марсе (Нощ на Марс) 1960
- Почти такие же (Почти същите) 1960
- Поражение 1960
- Белый конус Алаида (Белият конус на Алаид) 1961
- Бедные злые люди (Бедните зли хора) 1961 – 63
- Первые люди на первом плоту (Първите хора на първата платформа) 1961 – 63
- В наше интересное время (В нашето интересно време) 1960 – 62
- Человек из Пасифиды (Човекът от Пацифида) 1962
- О странствующих и путешествующих (За странствувашите и пътешествуващите) 1963

### Сценарии
- Дни затмения (Дните на затъмнението)
- Пикник на обочине
- Машина желаний
- Сталкер екранизиран през 1979 от Андрей Тарковски (по „Пикник край пътя“)
- Отель „У Погибшего Альпиниста“ (Хотел „Загиналият алпинист“) екранизиран 1979 от Григорий Кроманов
- Понедельник начинается в субботу екранизиран 1980 от Константин Бромберг като Чародеи (Вълшебниците)
- Пять ложек эликсира (Пет лъжички еликсир) екранизиран 1990 от Аркадий Сиренко като ИСКУШЕНИЕ Б.
- Туча (Гадкие лебеди)
- Жук в муравейнике

### Пиеси
- Жиды города Питера или Невеселые беседы при свечах (Питерските чифути или невесели разговори на свещи)
- Без оружия (Без оръжие)

### Екранизации
- Сталкер (1979), драма, фантастика. Режисьор Андрей Тарковски, Сценарий Аркадий и Борис Стругацки.
- Обитаемый остров (2008), фантастика. Режисьор Фьодор Бондарчук, Сценарий Едуард Володарский.[1]
- Пикник на обочине (2016), сериал, драма, фантастика, САЩ. Режисьор Алън Тейлър, Сценарий Джек Паглен, Аркадий и Борис Стругацки.[2]
- Пикник на обочине (2017), драма, фантастика, САЩ. Сценарий Джек Паглен, Аркадий и Борис Стругацки. Sony Pictures Television Tribune Studios.[3]